# Roberto Gomes Paulo
Roberto Gomes Paulo es un futbolista brasileño. 
En México, vistió la camiseta de los Correcaminos de la UAT y en el Club de Fútbol Monterrey. 

## Clubs
- Club de Fútbol Monterrey (1984 - 1985)
- Correcaminos de la UAT (1991 - 1992)